# 巴尼佐
巴尼佐（法語：Bagnizeau，法語發音：[baɲizo]）是法国滨海夏朗德省的一个市镇，位于该省东部，属于圣让当热利区。

## 地理
巴尼佐（45°53'18"N, 0°18'47"W）面积9.63 平方千米，位于法国新阿基坦大区滨海夏朗德省，该省份为法国西部滨海省份，北起旺代省，西临大西洋，南至吉倫特省，东南接多爾多涅省，东北接德塞夫勒省接壤，东临夏朗德省。
与巴尼佐接壤的市镇（或旧市镇、城区）包括：布朗扎克莱马塔、拉布鲁斯、日布尔讷、马塔、莱图什德佩里尼。

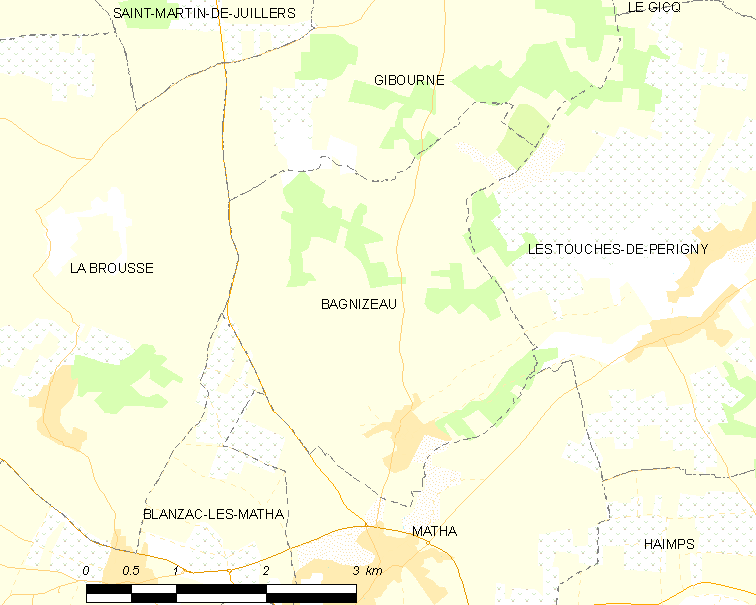
巴尼佐的OSM定位图

巴尼佐的时区为UTC+01:00、UTC+02:00（夏令时）。

## 行政
巴尼佐的邮政编码为17160，INSEE市镇编码为17029。

## 政治
巴尼佐所属的省级选区为马塔县。

## 人口

1962-2008年间巴尼佐人口变化图示

巴尼佐于2022年1月1日时的人口数量为179人。